# Bog ohrani, Bog obvari
Bog ohrani, Bog obvari (nemško Gott erhalte, Gott beschütze, češko Zachovej nám Hospodine, hrvaško Bože živi, Bože štiti, madžarsko Tartsa Isten, óvja Isten, poljsko Boże wspieraj, Boże ochroń, banatskoromunsko: Doamne sânte, intaresce, romunsko Doamne Ține și Protege, italijansko Serbi Dio l'austriaco regno), znana tudi kot Slovencev narodna pesem, Ljudska himna ali Cesarska pesem je bila uradna himna Avstrijskega cesarstva in Avstro-Ogrske.

## Nastanek in različice
Besedilo je napisal avstrijski pesnik Lorenz Leopold Haschka (1749–1827), melodijo pa Joseph Haydn (1732-1809), prvič je bila izvedena 12. februarja 1797 za rojstni dan cesarja Franca II. (1768–1835). Besedilo se je z menjavami cesarjev nekoliko spreminjalo, melodija pa je bila kasneje uporabljena tudi za druge namene, med drugim tudi za aktualno nemško himno. 
Skozi zgodovino je obstajalo in bilo uporabljenih več verzij himne. Melodija je ostajala ves čas enaka, tekst se je pa spreminjal z vzponi novih vladarjev habsburške vladarske rodbine. Prvotna verzija je nastala med vladavino Franca II. (1804 - 1835), spremenjene pa v času vladanja Ferdinanda I. (1835 - 1848) in Franca Jožefa I. (1848 - 1916); med vladavino Karla I. (1916 - 1918) je bila v uporabi različica iz časa Franca Jožefa I. Ko je leta 1918 razpadla Avstro-Ogrska pesem izgubila status državne himne. 1920 je melodija postala uradna himna Weimarske republike. 

## Besedilo himne

### Besedilo v času Franca I.
| 1. Gott erhalte Franz, den Kaiser, Unsern guten Kaiser Franz! Lange lebe Franz, der Kaiser, In des Glückes hellstem Glanz! Ihm erblühen Lorbeerreiser, Wo er geht, zum Ehrenkranz! Gott erhalte Franz, den Kaiser, Unsern guten Kaiser Franz! 2. Laß von seiner Fahne Spitzen Strahlen Sieg und Fruchtbarkeit! Laß in seinem Rate sitzen Weisheit, Klugheit, Redlichkeit! Und mit Seiner Hoheit Blitzen Schalten nur Gerechtigkeit! Gott erhalte Franz, den Kaiser, Unsern guten Kaiser Franz! 3. Ströme deiner Gaben Fülle Über ihn, sein Haus und Reich! Brich der Bosheit Macht, enthülle Jeden Schelm- und Bubenstreich! Dein Gesetz sei stets sein Wille, Dieser uns Gesetzen gleich. Gott erhalte Franz, den Kaiser, Unsern guten Kaiser Franz! 4. Froh erleb’ er seiner Lande, Seiner Völker höchsten Flor! Seh sie, Eins durch Bruderbande, Ragen allen andern vor! Und vernehm noch an dem Rande Später Gruft der Enkel Chor: Gott erhalte Franz, den Kaiser, Unsern guten Kaiser Franz! | 1. Bog obvari cesar Franca, srečo, zdravje, Bog mu dej! Lubeznivga našga Franca Nebo vari vekomej! Njega dni nebodi konca, svitlo Sonce njemu sej! Bog obvari cesar Franca, srečo, zdravje, Bog mu dej! 2. Spred njegove vojske lica nej sovražniki beže, njega dvoru nej resnica nu modrost naprej svite, sodne sklepe nej pravica inu vsmilenje dele! Bog obvari cesar Franca, srečo, zdravje, Bog mu dej! 3. Božja milost nej ne mine čez kralestvo, inu rod. Hudobije moč nej zgine, karkol njemu je naprot. Zapovd božje njem edine njega vola naša bod! Bog obvari cesar Franca, srečo, zdravje, Bog mu dej! 4. Njemu zgodi se vesele: našo srečo dopolnit, kakor brate vse dežele v eno zvezo vkup sklenit, poznim nukam drage žele, mir na sveti zapustit. Bog obvari cesar Franca, srečo, zdravje, Bog mu dej! |

### Besedilo v času Ferdinanda I.
| 1. Gott erhalte unsern Kaiser, Unsern Kaiser Ferdinand! Reich, o Herr, dem guten Kaiser Deine starke Vaterhand! Wie ein zweiter Vater schalte Er an Deiner Statt im Land! Ja, den Kaiser, Gott, erhalte, Unsern Kaiser Ferdinand! 2. Laß in seinem Rate weilen Weisheit und Gerechtigkeit! Laß ihn seine Sorgen teilen Zwischen Zeit und Ewigkeit; Daß er hier sein Reich verwalte Nur als Deines Reiches Pfand! Ja, den Kaiser, Gott, erhalte, Unsern Kaiser Ferdinand! 3. Gib ihm Frieden! Gib ihm Ehre! Wenn die Ehre ruft zum Krieg, Sei mit ihm und seinem Heere; Unsern Fahnen schenk den Sieg; Wo sie wallen, da entfalte Segen sich für jeden Stand! Ja, den Kaiser, Gott, erhalte, Unsern Kaiser Ferdinand! 4. Alles wechselt im Getriebe Vielbewegter Erdenwelt; Doch erprobter Treu und Liebe Ward die Dauer beigesellt. Uns’re Treue bleibt die alte, Unauflöslich ist ihr Band: Ja, den Kaiser, Gott, erhalte, Unsern Kaiser Ferdinand! | 1. Blagor našemu cesarju, Ferdinandu milemu! Blagor njemu poglavarju in cesarstvu celemu! Večni! Tvoja roka dala ga je za namestnika, tvoja roka bo varvala Ferdinanda milega. 2. Njega tron bo naj pravica, njega krona pa modrost! Sveta vera nja desnica, tovaršica učenost! Angel božji po vsih potah srečno njega naj pelja! Blagoslovi Bog v dobrotah Ferdinanda milega! 3. V lepim miru naj kraljuje; vsak sovražnik naj beži! Srečno naj pod njim stanuje vsak podložnik njega dni. Nja pravična roka brani nepokoja vsakega. Dolgo let nam Bog ohrani Ferdinanda milega! 4. Ljubi mir po vsih deželah nja cesarstva naj cveti! Naj v ljubezni in povelah se po sreči vse zgodi! Vsi v ljubezni njemu vdani pojmo s celega srca: Dolgo let nam Bog ohrani Ferdinanda milega! |

### Besedilo v času Franca Jožefa I.
| 1. Gott erhalte unsern Kaiser und in ihm das Vaterland! Der du Kronen hältst und Häuser, schirm ihn, Herr, mit starker Hand! Daß ein Guter und ein Weiser, er ein Strahl von deinem Blick: Gott erhalte unsern Kaiser, unsre Liebe, unser Glück! 2. Laß in seinem Rate sitzen Weisheit und Gerechtigkeit, Sieg von seinen Fahnen blitzen, führt das Recht ihn in den Streit; doch verschmähend Lorbeerreiser sei der Friede sein Geschick: Gott erhalte unsern Kaiser, unsre Liebe, unser Glück! | 3. Mach uns einig, Herr der Welten, tilg der Zwietracht Stachel aus, daß wir nur als Söhne gelten in desselben Vaters Haus. Und ein Vaterherz beweis er ungetheilt in kleinstem Stück: Gott erhalte unsern Kaiser, unsre Liebe, unser Glück! 4. Mag dann eine Welt uns dräuen, er mit uns und wir für ihn! Neu im alten, alt im neuen laß uns unsre Bahnen ziehn. Wenn sein letzter Pulsschlag leiser, Schau er segnend noch zurück! Gott erhalte unsern Kaiser, unsre Liebe, unser Glück! |

### Besedilo v času Franca Jožefa I. in Karla I.
| 1. kitica | |
| Gott erhalte, Gott beschütze Unsern Kaiser, unser Land! Mächtig durch des Glaubens Stütze Führ’ er uns mit weiser Hand! Laßt uns seiner Väter Krone Schirmen wider jeden Feind: Innig bleibt mit Habsburgs Throne Österreichs Geschick vereint.                   | Bog ohrani, Bog obvari Nam Cesarja, Avstrijo! Modro da nam gospodari S svete vere pomočjo. Branimo mu krono dedno Zoper vse sovražnike, S habsburškim bo tronom vedno Sreča trdna Avstrije.               |
| 2. kitica | |
| Fromm und bieder, wahr und offen Laßt für Recht und Pflicht uns stehn; Laßt, wenns gilt, mit frohem Hoffen Mutvoll in den Kampf uns gehn! Eingedenk der Lorbeerreiser Die das Heer so oft sich wand: Gut und Blut für unsern Kaiser, Gut und Blut fürs Vaterland! | Za dolžnost in za pravico Vsak pošteno, zvesto stoj; Če bo treba, pa desnico S srčnim upom dvigni v boj! Naša vojska iz viharja Prišla še brez slave ni: Vse za dom in za cesarja, Za cesarja blago, kri! |
| 3. kitica | |
| Was der Bürger Fleiß geschaffen Schütze treu des Kriegers Kraft; Mit des Geistes heitren Waffen Siege Kunst und Wissenschaft! Segen sei dem Land beschieden Und sein Ruhm dem Segen gleich; Gottes Sonne strahl’ in Frieden Auf ein glücklich Österreich!         | Meč vojščaka naj varuje Kar si pridnost zadobi; Bistri duh pa premaguje Z umetnijo, znanostmi! Slava naj deželi klije, Blagor bod' pri nas doma: Vsa, kar solnce se obsije, Cveti mirna Avstrija!         |
| 4. kitica | |
| Laßt uns fest zusammenhalten, In der Eintracht liegt die Macht; Mit vereinter Kräfte Walten Wird das Schwere leicht vollbracht, Laßt uns Eins durch Brüderbande Gleichem Ziel entgegengehn! Heil dem Kaiser, Heil dem Lande, Österreich wird ewig stehn!          | Trdno dajmo se skleniti: Sloga pravo moč rodi; Vse lahko nam bo storiti, Ako združimo moči. Brate vode vez edina Nas do cilja enega: Živi cesar, domovina, Večna bode Avstrija!                           |
| 5. kitica | |
| An des Kaisers Seite waltet, Ihm verwandt durch Stamm und Sinn, Reich an Reiz, der nie veraltet, Uns’re holde Kaiserin. Was als Glück zu höchst gepriesen Ström’ auf sie der Himmel aus: Heil Franz Josef, Heil Elisen, Segen Habsburgs ganzem Haus!              | In s cesarjem zaročnica, Ene misli in krvi Vlada milo Cesarica, Polna dušne žlahtnosti. Kar se more v srečo šteti, Večni Bog naj podeli: Franc Jožefu, Lizabeti, Celi hiši Habsburški!                    |